# Israël Shahak
Israel Shahak (hébreu : ישראל שחק), né Himmelstaub, le 28 avril 1933 à Varsovie en Pologne et mort à Jérusalem en Israël le 2 juillet 2001, est un professeur de chimie de l'Université hébraïque de Jérusalem, rescapé de la Shoah et défenseur des droits de l'homme israélien.
D'origine polonaise, Israël Shahak est né dans une famille juive orthodoxe. Sa famille et lui-même sont enfermés dans le ghetto de Varsovie pendant l'occupation allemande puis déportée au camp de concentration de Poniatowa, et enfin au camp de Bergen-Belsen. 
Immigré en Israël (alors la Palestine sous occupation britannique) en 1945, il est à partir des années 1960 professeur de chimie à l'Université hébraïque de Jérusalem et un militant actif dans la défense des droits de l'homme. Il est président de la Ligue israélienne pour les droits de l'homme et les droits civils de 1970 à 1990.
Il critique publiquement les politiques des gouvernements d'Israël et défend une résolution pacifique du conflit israélo-palestinien. Ses écrits sur le judaïsme et le sionisme, dans lesquels il étudie l'influence du fondamentalisme juif dans la politique israélienne, ont suscité la controverse.

## Biographie
Israel Shahak naît à Varsovie, le 28 avril 1933, dans une famille juive orthodoxe et sioniste, dont il est le plus jeune enfant. Pendant l'occupation allemande, sa famille est enfermée dans le ghetto de Varsovie. Son frère peut s'échapper et rejoint la Royal Air Force. Sa mère paie une famille catholique pauvre pour le cacher, mais quand elle n'a plus d'argent on le chasse et, en 1943, Israël et sa famille sont envoyés au camp de concentration de Poniatowa, près de Lublin où son père trouve la mort. Il réussit à s'enfuir avec sa mère et à rejoindre Varsovie. Mais ils sont de nouveau arrêtés par les nazis et envoyés au camp de Bergen-Belsen. Shahak est libéré en 1945 et peu après émigre en Palestine, alors sous autorité britannique ; il veut alors entrer dans un kibboutz, mais il y est refusé car « trop fragile ».
Il vit un temps dans un internat religieux à Kfar-Hassidim, puis déménage avec sa mère à Tel Aviv. Celle-ci étant très malade depuis sa sortie de Bergen-Belsen, il doit la soigner et pourvoir à son entretien dès l'âge de ses 12 ans. Il se considère comme ayant été jusqu'à l'âge de dix-huit ans un juif croyant, voire orthodoxe.
Après être sorti du lycée, Shahak sert dans un régiment d'élite des forces de défense israéliennes. Son service militaire accompli, il étudie à l'Université hébraïque où il reçoit un doctorat en chimie. Il devient l'assistant d'Ernst David Bergmann et travaille comme conseiller scientifique pour des entreprises industrielles liées à la défense. En 1961, il se rend aux États-Unis pour des études post-doctorales à l'université Stanford. Il revient deux ans plus tard et devient enseignant et chercheur en chimie à l'Université hébraïque, où il travaille jusqu'à sa retraite en 1990, notamment dans des domaines liés à la recherche sur le cancer.
Dans ses dernières années, il habite dans le quartier chic de Rehavia à Jérusalem. Il meurt à Jérusalem le 2 juillet 2001 des suites de complications dues au diabète. Il est enterré au cimetière juif de Har Hamenouhot.

## Politique et action
À son arrivée en Israël en 1945, il se considère comme un sioniste travailliste bengourioniste. Il devient opposant au sionisme après la guerre de Suez (1956) et notamment un discours de Ben Gourion à la Knesset affirmant que le « véritable but » de cette guerre était de « rétablir le royaume de David et de Salomon » dans ses frontières bibliques »,.
Il fait ses premiers pas en politique dans une Ligue contre la coercition religieuse, composée en grande partie d'universitaires (créée et dirigée par le linguiste Uzzi Ornan (en) en 1950,). Shahak déclarera cependant en 1974 devant une commission d'enquête du Congrès américain n'avoir pas milité avant 1967.
Après la Guerre des Six Jours, il s'engage politiquement à cause de la façon dont Israël traite les Palestiniens, qu'il considère comme indigne d'une démocratie, et crée en 1968 un Conseil contre la démolition des maisons, l'une des premières organisations à s'opposer à l'occupation des Territoires palestiniens. La même année, il organise avec le Matzpen un sit-in pour protester contre la rétention administrative d'étudiants palestiniens,. En 1969, il soutient Fawzī al- Asmar, un journaliste et poète emprisonné, dont il publiera To Be an Arab in Israel en 1975.
En 1970, il crée un Comité contre les détentions administratives et devient président d'une Ligue israélienne pour les droits civils et humains (en), brièvement affiliée à la Ligue internationale des droits de l'homme jusqu'à sa suspension en 1973. A ce titre il participe à la rédaction d'un Memorandum sur les pratiques israéliennes dans les territoires occupés, adressé à une commission d'enquête des Nations unies et à la Ligue internationale des droits de l'homme, dénonçant la destruction de maisons dans les territoires. Dès cette époque il est vivement critiqué, tant par la délégation israélienne aux Nations unies que par la presse israélienne, et après avoir organisé une manifestation protestant contre les « atrocités » de l'armée israélienne à Gaza, des Israéliens d'Hébron défilent à Jérusalem en appelant à sa pendaison.
Le renouvellement de Shahak à la présidence de la Ligue en 1972 donne lieu à des polémiques en Israël et aux États-Unis, qui aboutissent à sa suspension en 1973.
- En novembre 1972, selon un article publié par le Jerusalem Post, des membres du mouvement de jeunesse du Parti travailliste israélien auraient été empêchés par Shahak de se joindre à l'assemblée de la Ligue. L'article précise que depuis 1970, « les membres fondateurs du Comité se sont plaints d'avoir été évincés par le Dr Shahak et des éléments proches de Matzpen. Depuis lors, ce Comité a été une plateforme de protestation contre le traitement par Israël de la population arabe des territoires »[21]. Morderchai Avi Shaul, vice-président de la Ligue, répond au Jerusalem Post que la tenue de l'assemblée a été empêchée par « des groupes organisés de centaines de personnes » et s'étonne de l'allégation sur l'éviction des membres fondateurs, étant le seul membre survivant parmi ceux ayant fondé la Ligue en 1935[22]. La Ligue publie en décembre 1972 un document interne du parti travailliste appelant ses membres à s'inscrire à la Ligue à ses frais « pour permettre à notre parti d'[y] avoir une influence prédominante » car cette association est « actuellement sous le contrôle de membres du parti communiste israélien (Rakah) »[23], avec un démenti selon lequel elle n'est pas dirigée par ce parti et Shahak n'est « ni communiste, ni socialiste »[23].
- Dans une lettre au Boston Globe d'avril 1973, Alan Dershowitz affirme que « Shahak n'est pas le président de [la Ligue]. En novembre 1970, il a été largement battu pour la réélection à ce poste. Lorsqu'il était président de la Ligue, c'était une petite organisation composée principalement de membres de deux organisations maoïstes, Matzpen et Rakah (bien que Shahak lui-même n'appartienne à aucune de ces deux organisations). Dès qu'il a été possible d'élargir les conditions d'adhésion à cette organisation [...] Shahak et sa clique ont été évincés »[24]. Dershowitz ajoute que Shahak « n'est pas plus un défenseur des libertés civiles que ne le sont les communistes qui ne défendent que les libertés des communistes ou les membres du Ku Klux Klan qui ne défendent que celles des membres de leur organisation »[24]. Noam Chomsky répond dans le même journal en évoquant l'intervention de « plusieurs centaines » de jeunes travaillistes à l'assemblée générale de la Ligue, en novembre de 1972 et non de 1970, leurs cotisations prises en charge par le parti dans le cadre d'une « opération nationale » et l'annulation par la justice israélienne des conséquences de cette assemblée[25]. Il ajoute que Shahak est « politiquement plutôt conservateur, ni communiste, ni socialiste » et qu'il a « accumulé et rendu publique une documentation étendue sur la discrimination légale et institutionnelle et sur des pratiques administratives et sociales discriminatoires »[25]. Dershowitz répond dans le Boston Globe qu'un arrêt de justice a considéré Shahak comme « légalement battu » lors de l'assemblée de novembre et que « Shahak et sa clique » ont transformé la Ligue depuis 1970 en un « outil politique anti-sioniste »[26]. Chomsky répond dans le même journal en citant la décision de justice invalidant l'assemblée de novembre et désignant le comité dirigé par Shahak comme « ceux qui dirigent à présent » la Ligue[27]. Il ajoute que « Shahak et la Ligue israélienne, agissant avec courage et honneur, ont produit des preuves substantielles de violations des droits civils et humains par le gouvernement israélien »[27]. Selon Noam Chomsky, le médiateur du Boston Globe intervient alors pour mettre un terme à cet échange[28].

En 1974, Shahak publie dans American Report un article, republié l'année suivante par le Journal of Palestine Studies, où il donne son point de vue sur les perspectives de résolution du conflit israélo-palestinien. Il y défend l'importance du respect du principe de « justice égale pour tout être humain », qu'il analyse sous trois aspects.
- Au plan de la « terreur indiscriminée », qu'il définit comme « tout acte indiscriminé de pouvoir au nom de quiconque, que ce soit un état, un groupe ou un mouvement, qui cause la mort de civils »[29], il rappelle avoir condamné à la radio et à la télévision israéliennes les raids sur Beyrouth de l'armée israélienne (en) en tant que « crimes de guerre »[29] et condamne également « tout acte de terreur indiscriminée accompli par des organisations palestiniennes »[29], ajoutant que « tout mouvement qui accepte vraiment le principe de justice égale pour tout être humain […] doit se dissocier complètement de tout acte de terreur indiscriminée »[30].
- Au plan de la « solution politique », il considère que tout état « juste » doit « appartenir à ses seuls citoyens, sans distinction de race, de religion ou de nationalité »[30]. En conséquence, il condamne « toute l'idée du prétendu « état juif » comme étant injuste, absurde, et conduisant nécessairement à la sujétion, l'oppression et la guerre illimitée » et tout particulièrement « la tristement célèbre « loi du retour », qui est la plus importante cause de discorde entre Juifs et Palestiniens »[30]. Il s'oppose également à tout « état arabe » et notamment au « célèbre paragraphe six de la charte nationale palestinienne selon lequel seuls les Juifs arrivés en Palestine avant le commencement de l'agression sioniste se verront offrir la citoyenneté »[30].
- Au plan des « alliances » possibles pour un mouvement fondé sur un tel principe, il soutient qu'une « alliance avec des sionistes, une tolérance pour le racisme mène droit au désastre »[30] et qu'il serait « illusoire de croire qu'un parti sioniste peut faire partie d'un mouvement positif »[30].

En 1974, la condamnation par Shahak de la politique israélienne donne lieu à une « grande pression hostile » en Israël. Il est dénoncé à la Knesset, attaqué dans la presse, parfois insulté dans la rue. Lors d'une intervention publique aux Pays-Bas, Shahak qualifie le gouvernement israélien comme « raciste et de type nazi […] en raison de la torture de prisonniers arabes, de sa politique colonialiste et expansionniste, de sa tyrannie cruelle à l'égard d'Arabes innocents, de son manque de désir de paix et de son mépris des droits humains de base ». Les libéraux indépendants font paraître des annonces de presse appelant au boycott des cours de Shahak en raison de son soutien public à l'OLP. Amnon Rubinstein, professeur de droit et fondateur du parti Shinouï, publie dans Haaretz un article intitulé « L'affaire Shahak », où il considère l'activisme de Shahak comme une « perversion mentale, quelque chose de si parfaitememt dégoûtant que cela ne mérite même pas de commentaire », ajoutant que « cet homme devrait faire l'objet d'un procès pour trahison, sauf qu'un tel procès n'aurait pour conséquence que d'en faire un martyr […] sa citoyenneté [israélienne] devrait être annulée et son passeport retiré pour qu'il ne puisse plus se rendre à l'étranger et dénigrer son pays »,. Rubinstein critique également ce qu'il considère être le fait que ce soit en tant que professeur de l'université hébraïque, un rang auquel il a été promu depuis peu, que les opinions de Shahak inspirent respect et attention. Le recteur de l'Université hébraîque, Michael Rabin, lui répond une semaine plus tard dans Haaretz qu'il n'y a pas de raison pour qu'un professeur d'université ne puisse pas être libre d'exprimer son point de vue en public, comme tout citoyen, pour autant qu'il le fasse à titre individuel. Concernant l'influence de Shahak sur ses étudiants, Rabin souligne que, lors d'un récent sondage, ceux-ci l'ont évalué comme l'un des meilleurs enseignants de son département. Quant à la récente promotion de Shahak, Rabin la considère fondée sur des considérations académiques objectives. En novembre 1974, Lea Ben Dor écrit dans un article publié par le Jerusalem Post : « Que devons-nous faire avec le pauvre professeur ? L'hôpital ? Ou un peu du terrorisme qu'il approuve ? Une bombe sur la porte du laboratoire ? »,. En décembre 1974, un appel est lancé en France pour le soutien à Shahak par le Comité international pour les droits de l'homme en Palestine, évoquant des accusations à « caractère hystérique ». Shahak, de son côté, publie une réponse dans le Journal of Palestine Studies, dont il affirme que Haaretz a refusé de la publier. Considérant que ses accusateurs ne précisent pas les « mensonges » qui lui sont reprochés, il ne leur répond pas directement mais « explique », à propos des Territoires occupés, « exactement ce dont [il] accuse l'État d'Israël, en entendant par ce terme plus particulièrement la communauté juive de l'État d'Israël et seulement après le gouvernement qui accomplit le désir de ce public ». Il voit dans ce qu'il considère être des violations des droits démocratiques et des conventions humanitaires à l'égard des Palestiniens, notamment ce qu'il appelle des « punitions collectives », une preuve que « l'État d'Israël adopte progressivement toutes les valeurs et opinions de l'antisémitisme ». Il prend pour exemple les tortures en Israël, dont il reconnaît ne pas avoir de preuve matérielle, en dénonçant ce qu'il appelle « l'indifférence » de « la majorité du public israélien à l'égard des plaintes pour torture ». Il en tire une comparaison avec « ce qui est advenu au peuple allemand dans l'entre-deux guerres », à savoir que « les Juifs israéliens, et avec eux la plupart des Juifs dans le monde, sont en train de subir un processus de nazification », une affirmation qu'Edward Alexander et Paul Bogdanor considèrent proche des thèses du révisionnisme antisémite,. Dans une interview de la même époque, Shahak précise le sens qu'il donne à cette comparaison : « ce qui a amené la Shoah fut l'attitude raciste à l'égard des Juifs, la division de la société allemande entre Juifs et non Juifs sur le fondement de la race. C'est exactement la même chose qui est en train d'arriver en Israël ».
En 1975, Shahak rédige la préface de With My Own Eyes: Israel and the Occupied Territories 1967-73, un livre de Felicia Langer. Dans une recension de ce livre, Thomas Hodgkin le qualifie de « marxiste et spinoziste ». Cette assimilation de l'anti-sionisme de Shahak à celui des marxistes est cependant erronée selon Charles Glass, qui considère à la même époque Shahak comme « le plus proéminent des antisionistes israéliens humanistes et indépendants ».
En 1976, la Ligue israélienne et la Ligue internationale des droits de l'homme prennent leurs distances. Selon Michael Galchinsky, la seconde retire à la première son affiliation après que celle-ci a décidé, en janvier 1976, « de suivre la recommandation de Shahak et de s'affilier au mouvement communiste ». Shahak, au contraire, dans une lettre au Spectator faisant suite à la polémique suscitée par un article qui lui était consacré, affirme que la rupture est à l'initiative de la Ligue israélienne, après que celle-ci a appris que la princesse Ashraf Pahlavi était à la tête de la Ligue iranienne.
Il a commencé à publier des traductions en anglais de la presse en hébreu, accompagnées de ses propres commentaires. Pour Michel Warschawski, militant antisioniste franco- israélien, fondateur du Alternative information Center, ses articles ont constitué pendant de nombreuses années la seule source de valeur pour ceux souhaitant contester le discours sioniste.
Israël Shahak est connu pour les controverses autour de ses critiques de la politique israélienne telle qu'elle s'exprime depuis le tournant de 1967. Ses travaux s'intéressent surtout à la politique moyen-orientale, à la xénophobie dans la société israélienne ainsi qu'à l'intégrisme religieux juif. Pendant les dernières années de sa vie, ses critiques se focalisèrent sur les nationalistes palestiniens, et sur la gauche israélienne radicale qui les soutenait. Il publia ainsi un article titré Arafat est un dictateur.
Michel Warschawski le décrit comme un intellectuel « libéral », opposé au marxisme, d'une grande intégrité intellectuelle qui primait chez lui sur toute considération politique ou pragmatique. Il rapporte que malgré les tentatives de ses amis de le convaincre d'appeler à l'abstention, il vota en 1999 pour Benyamin Netanyahu plutôt que pour Ehud Barak, considérant que ce dernier serait plus nuisible que la droite à la cause des droits et de la justice.

## «L'affaire Shahak»
En décembre 1965, Shahak publia dans le quotidien israélien Haaretz une lettre affirmant que « selon la loi juive orthodoxe il est interdit de sauver la vie d'un non-juif le shabbat ». Il rapporta avoir été témoin d'un incident durant lequel « un juif orthodoxe aurait refusé l'utilisation de son téléphone afin de demander de l'assistance pour un non-juif qui aurait perdu connaissance ». Selon le futur Grand-rabbin d'Angleterre Immanuel Jakobovits, « ces prétendues révélations suscitèrent une vague d'indignation en Israël et dans le monde juif ». Dans un article datant de 1966 intitulé « Une diffamation de sang moderne - l'affaire Shahak », Immanuel Jakobovits condamna fermement ces allégations, et indiqua que « pour justifier ces diffamations, des juifs apostats fournissent des citations décontextualisées ou souvent inexistantes du Talmud prétendant démontrer « l’indifférence impitoyable de la religion juive envers la vie des non-juifs ». Dans le cas de Shahak il affirme qu'elles ont été inventées. Selon lui « en raison de la polémique générée par cette lettre fut négligé le fait que Shahak, sommé de prouver son témoignage fut finalement forcé d'admettre que le « Juif orthodoxe » n'existait pas ». Il dénonça cette lettre comme étant une falsification comparable au Protocole des Sages de Sion. Pour Dan Rickman, journaliste au Guardian londonien, le débat toujours en cours en 2009 sur l'attitude des juifs orthodoxes envers les non-juifs trouve sa source dans ce courrier.
Le rabbin Shmuley Boteach écrit dans un article du Jerusalem Post : « Étant donné que le judaïsme est la religion qui a introduit l'idée que tous les êtres humains sont créés égaux à l'image de Dieu » et que les sages rabbiniques ont écrit il y a 2 000 ans « qu'un non-juif qui étudie la loi de Dieu est égal à un grand-prêtre » et qu'il est écrit dans le Talmud que « les justes de toutes les nations ont une part dans le monde à venir ».
Cette polémique a donné lieu à une réponse du Grand rabbin d’Israël Isser Yehuda Unterman, clarifiant que le Shabbat peut et doit être transgressé pour sauver la vie de qui que ce soit, afin de pas engendrer de haine. Le rabbin Shmuley Boteach écrit dans un article du Jerusalem Post : « Étant donné que le judaïsme est la religion qui a introduit l'idée que tous les êtres humains sont créés égaux à l'image de Dieu » et que les sages rabbiniques ont écrit il y a 2 000 ans « qu'un non-juif qui étudie la loi de Dieu est égal à un grand-prêtre » et qu'il est écrit dans le Talmud que « les justes de toutes les nations ont une part dans le monde à venir » qu'il juge « incroyable que quelqu'un puisse croire une telle absurdité ». Il cite Eli Beer (en), fondateur et président d'une organisation d'aide médicale urgente israélienne constituée de plus d'un millier de volontaires dont 60 % de Juifs orthodoxes, qui avait déclaré : « Si quelqu'un dirait que nous ne sauverions pas la vie d'un non-juif le jour du shabbat, c'est un menteur ». Il a affirmé que les soins aux personnes dans le besoin sont prodigués quelle que soit la religion de ces personnes et ce n'importe quel jour de l’année, y compris le shabbat et le jour de Kippour
Bien que l'argument de la réponse du Grand Rabbin, à savoir viser à éviter la haine, revienne concrètement à mettre sur le même plan toutes les vies humaines, plusieurs érudits ont émis des réserves sur le fait qu'elle réinterprète apologétiquement un argument pragmatique. Le rabbin Shlomo Brody précise que la loi juive oblige les Juifs à sauver la vie de tout être humain, qu'ils soient juifs ou pas, même si cela doit entrainer la violation du shabbat. Il ajoute toutefois que « bien que la réponse donnée par grand rabbin Yehuda Unterman et confirmée par Immanuel Jakobovits ainsi que par le rabbin Hayim David HaLevi (en) soutenant que les préoccupations concernant l'inimitié reflètent les croyances les plus fondamentales en l'importance des relations pacifiques, cette position a été rejetée par d'autres qui ont estimé qu'elle réinterprétait apologétiquement un argument pragmatique ». Il précise cependant que des recherches scientifiques récentes ont fait état du commentaire du rabbin Menahem Hameïri datant du XIIIe siècle, qui a soutenu que la mise en application de la dispense talmudique de sauver la vie des non-juifs concernait seulement les sociétés anciennes où la majorité non-juive maltraitait régulièrement la minorité juive et que dans les cultures où la majorité agit selon des principes éthiques, aucune distinction n'est faite entre la vie d'un non-juif et celle d'un Juif.
Shahak ne se satisfit pas de cette réponse, qui pour lui « manquait de courage et ne résolvait pas ce qui était l'injustice centrale des règles ». Il développa par la suite dans Jewish History, Jewish Religion: The Weight Of Three Thousand Years cette idée que « le judaïsme est intrinsèquement discriminatoire envers les non-juifs »,, en y écrivant en introduction « Ni les autorités rabbiniques israéliennes, ni celles de la diaspora, ne sont revenues sur cet arrêt : un juif ne doit pas violer le sabbat pour sauver la vie à un « gentil ». Avis qui s'assortissait de longs discours moralisateurs, autorisant la violation de cet interdit si le fait de le respecter risquait d'avoir des conséquences dangereuses pour des Juifs ». Pour Dan Rickman, les analyses de Shahak ne prennent pas suffisamment en compte l'aspect dialectique du Talmud, et cadrent avec la tradition antisémite. Toutefois, s'il convient de s'opposer aux antisémites qui exploitent les travaux de Shahak, il faut aussi selon lui s'appuyer sur ses critiques pour en revenir au « bon sens ».

## Accusations d'antisémitisme
Kenneth Levin (en) estime que Shahak peut être considéré comme « un compagnon de route des critiques les plus rudimentaires et les plus haineux d’Israël ». Steven Plaut dans un article publié en 2010 estime « qu'en Israël l'un des juifs le plus ouvertement antisémite est le Pr Israel Shahak ». Emanuele Ottolenghi (en) considère que « le mécanisme par lequel une accusation antisémite devient respectable une fois un qu'un juif la soutient n'est pas limité aux nouveaux historiens israéliens […] Israël Shahak a rendu respectable la comparaison entre Israël et nazisme, tout en décrivant le judaïsme selon les canons médiévaux de l'accusation de crime rituel ». Selon Asaf Romirowsky (en), Shahak utilisait son passé juif pour attaquer Israël d'un point de vue situé à « la gauche de la gauche ». Cet auteur estime que le point de vue de Shahak a été « adopté par les néo-nazis, les antisémites et les négationnistes ». Pour Werner Cohn (en), il est « le plus remarquable des juifs antisémites ». Selon lui, « comme les nazis avant lui, Shahak s'est spécialisé dans la diffamation du Talmud et en a fait l'œuvre de sa vie en popularisant les ruminations anti-talmudiques de Johann Eisenmenger, un antisémite allemand du dix-huitième siècle ». Paul Bogdanor considère que Shahak a « régalé son public avec un flot constant de calomnies scandaleuses, falsifications ridicules et canulars manifestes ». Selon lui lorsque ses allégations étaient éventées et discréditées, il continuait tout simplement en passant à une nouvelle invention ».
Haïm Shtanger, juriste israélien spécialisé dans les procédures auprès de la Cour suprême d'Israël a dénoncé dans un article publié en 1977 dans le journal israélien Davar, la « politique de l'autruche » du gouvernement israélien au sujet de Shahak. Il y mentionne « les perles » figurant dans son livre Le racisme de l'État d'Israël et donne en exemple, parmi d'autres, l'affirmation de Shahak qu’Israël aurait établi « un camp de concentration pour les familles arabes dans le Sinaï ». Shtanger demanda à Meir Shamgar, conseiller juridique du gouvernement israélien à cette époque, que Shahak soit traduit en justice pour calomnie. Shamgar répondit que « bien que ce livre contienne des propos infamants et incitant à la haine » qu'il ne lui semblait pas « approprié que cela fasse l'objet d'une procédure criminelle ». Shtanger regretta cette décision en soulignant la publicité faite hors d’Israël aux ouvrages de Shahak.

## Histoire juive, religion juive, le poids de trois millénaires
L'ouvrage Histoire juive, religion juive, le poids de trois millénaires est publié en 1994, peu après le massacre d'Hébron, avec une préface de Gore Vidal, est une réédition augmentée d'un essai paru en 1981 dans la revue Khamsin.
Il est considéré par l'historien israélien Baruch Kimmerling comme « très important », par le politicien conservateur Ian Gilmour comme « impitoyablement pénétrant » et par le journaliste Tom Harpur comme « courageux et documenté ». Shahak, selon Kimmerling, fait accomplir à son lecteur un « voyage déconcertant » à travers une histoire théologique qui court du VIIe siècle av. J.-C. jusqu'à nos jours : « l'abondance d'ethnocentrisme, de haine, de mépris, de chauvinisme et de doubles standards à l'égard des gentils dans la plupart des textes religieux les plus autorisés et les plus « sacrés » connus sous le nom générique de Halakha (le code rabbinique) est très troublant pour toute personne qui attend du « judaïsme » l'expression d'une culture éclairée. Cette expression et ces lois sont plutôt troublantes, en tant que phénomène qu'on pourrait appeler « l'antigentilisme », (un néologisme visant à établir un parallèle avec l'antisémitisme) ». Selon Tom Harpur, « la provocation stimulante de Shahak est profondément pertinente au regard de la politique actuelle d'Israël, en particulier de ce qui peut passer pour un dédain sans pitié à l'égard des citoyens non-juifs dans la manière actuelle de répondre aux roquettes en provenance du Liban ». Kimmerling considère toutefois que Shahak est « un historien et un sociologue amateur, mais un polémiste professionnel et un grand pourfendeur de l'horreur et de l'injustice humaines. Ce livre doit être appréhendé dans le contexte de la longue tradition de vives polémiques au sein du judaïsme entre une institution rabbinique figée et les juifs sécularistes éclairés ». L'Anti-Defamation League signale dans un document intitulé « Le Talmud dans des polémiques antisémites » qui traite du renouveau des attaques contre le judaïsme et les Juifs, le caractère polémique de l'ouvrage. Selon Kimmerling, le livre de Shahak est « nettement sélectif, fragmentaire et parfois anecdotique ». Selon Samuel Heilman, Shahak est « incapable de reconnaître la complexité de l'héritage juif ». Selon Benjamin Beit-Hallahmi (en) dans Haaretz, ce livre « déborde d’une affection sincère, d’un amour proprement filial pour la nation juive ».Selon Kimmerling, « l'objectif secret » du livre est d' « expliquer les relations très malaisées entre Arabes et Juifs en Palestine et en Israël ». Il cite à cet égard le dernier paragraphe du livre: « l'épreuve réelle qui s'impose aux Juifs, aussi bien d'Israël que de la diaspora, est celle de leur capacité de faire leur propre critique, ce qui implique la critique du passé juif. L'aspect le plus important d'une telle critique doit être un examen circonstancié et honnête de l'attitude des Juifs à l'égard des non-Juifs». Or, ajoute Kimmerling, « ces relations ne peuvent pas être expliquées principalement selon un code religieux ethnocentrique, même si ce code joue un rôle important ». Naseer Aruri (en) note également que l'objet du livre est « entre autres de refléter la mentalité des colons juifs » et History Today, que Shahak « développe l'argument que le risque que le mouvement religieux de droite en Israël y prenne le pouvoir représente une menace sérieuse pour la paix, tant pour l'état d'Israël et le mouvement sioniste que pour l'ensemble du Moyen-Orient ». Pour Shahak, selon Edna Hunt, « ignorer que le fondamentalisme juif — sous la forme de l'orthodoxie au sens d'aujourd'hui —, tel qu'il est incorporé dans la politique intérieure et internationale d'Israël, est aussi irréfléchi qu'ignorant de la nature d'une puissance nucléaire ayant des ambitions expansionnistes ».
Pour Paul Bogdanor, l'affirmation de Shahak selon laquelle « tous les juifs qui veulent réellement se soustraire à la tyrannie du passé judaïque totalitaire doivent s'interroger sur leur attitude à l'égard des manifestations antijuives populaires du passé » est caractéristique du passage de la « justification d'une idéologie antisémite à la justification des assassinats antisémites en masse ». Shahak, selon lui, « rationalise les pogroms », et considère « tout naturel que [les juifs] deviennent la cible de la fureur populaire». Il estime notamment que Shahak « recycle la propagande antisémite soviétique » quand il décrit, citant John Stoye, le soulèvement de Khmelnytsky comme un « mouvement populaire de serfs opprimés ». Selon Kimmerling, au contraire, « Shahak a raison d'affirmer que les juifs n'étaient pas depuis des temps immémoriaux les victimes d'un antisémitisme et d'une haine irrationnels. Après leur seconde dispersion, ils sont souvent devenus une sorte de classe intermédiaire entre les puissants […] et la paysannerie et les serfs. C'est pourquoi de nombreuses révoltes paysannes en Europe de l'Est étaient dirigées contre les oppresseurs immédiats, les juifs ». De même, selon Beit-Hallahmi, « Shahak ne minimise nullement l’ampleur de la calamité qui s’abattit alors sur les Juifs. Mais il rapporte l’antisémitisme à l’histoire, et nie notamment que tout non-Juif soit fatalement anti-juif. Bien au contraire, il voit dans l’antisémitisme l’effet de situations historiques durant lesquelles les Juifs ont été mêlés, d’une façon ou d’une autre, à des conflits inter-ethniques ou à l’oppression d’une classe sociale ou d’un groupe national par un autre ».

### Diffusion par des négationnistes en France
La version française du livre de Shahak, Histoire juive – Religion juive - Le poids de trois millénaires, n'a été publiée que par La Vieille Taupe, la maison d'édition négationniste de Pierre Guillaume. Il a également été diffusé par le site négationniste de l'AAARGH, puis réédité par Kontre Kulture, la maison d'édition d'Alain Soral qui défend des idées antisémites et négationnistes.
On trouve dans le livre et Michaël Prazan et Adrien Minard, Roger Garaudy - Itinéraire d'une négation, plusieurs remarques pouvant expliquer la réticence des grands éditeurs français à publier ce livre de Shahak.

## Jewish Fundamentalism in Israel
Selon Ami Pedhazur, l'objet principal du livre est de fournir une « évaluation minutieuse du fondamentalisme en Israël », en décrivant de manière détaillée les origines, les idéologies, les pratiques et l'influence globale du fondamentalisme sur la société. L'ouvrage insiste principalement sur « la tendance messianique », que les auteurs jugent « la plus influente et la plus dangereuse ». Shahak et Mezvinsky définissent le fondamentalisme juif comme étant « en général opposé aux libertés humaines, notamment la liberté d'expression ». Concernant la politique étrangère, les fondamentalistes se sont « opposés continument depuis 1967 à tout retrait des territoires occupés » et plaident pour « les politiques les plus discriminatoires à l'égard des Palestiniens ». Les auteurs considèrent le fondamentalisme juif comme « intrinsèquement hostile à la démocratie, parce qu'il s'oppose à l'égalité entre les citoyens, et posant donc une menace à la démocratie en Israël ». Selon Pedhazur, cette thèse, quoique bien présentée, n'est pas neuve,. Selon Ghadal Talhami, « le passage le plus fort et le plus intéressant de ce livre est celui qui met l'accent sur les racines historiques du fondamentalisme juif et sur la relation entre le mouvement et l'idéologie moderne du sionisme ». Selon Arab Studies Quarterly, le livre éclaire « l'association entre les partis politiques séculiers sionistes et le fondamentalisme religieux en Israël » : « bien que le fondamentalisme juif semble être incompatible avec le sionisme en termes de doctrine, la force du fondamentalisme juif n'est pas réellement doctrinale, mais provient plutôt du fait qu'un nombre significatif d4sraéliens et de partis politiques sionistes s'identifient avec certaines de ses affirmations ». Pedhazur relève également que les auteurs insistent sur le lien entre le fondamentalisme juif contemporain et ses formes antérieures, mais, tout en trouvant l'approche « intéressante », il reproche aux auteurs de ne pas assez comparer leur sujet avec d'autres formes de fondamentalisme, y compris contemporains. Moshe Machover estime que la principale limitation du livre est qu'il traite le fondamentalisme juif comme une simple idéologie, sans chercher à explorer ses aspects et connexions socio-économiques. Tout en trouvant l'ouvrage « bien écrit », Pedhazur lui reproche son « absence de cadre théorique clair » et la décision de « ne pas utiliser des sources académiques fiables mais de fonder la plupart des arguments sur la presse israélienne ». Machover, tout en trouvant le livre « très important », une opinion partagée par Allan Brownfeld, et en le considérant comme « une suite très nécessaire d'Histoire juive, religion juive », est « moins bien écrit et bien moins mis en forme » que l'ouvrage précédent. Si la recension d'Arab Studies Quarterly note que « le livre est bien documenté et pour la plus grande part avec des documents originaux », Steven Dinero reproche aux auteurs de « s'appuyer sur deux sources primaires pour étayer leur argument : leur propre traduction en anglais d'articles de la presse israélienne et leurs propres interprétations de plusieurs des livres saints de la religion juive ».

### Anglophone
- (en) Adnan Amad (éditeur), Israeli League for Human and Civil Rights (The Shahak Papers), Beyrouth, Palestine Research Center, 1973 (lire en ligne)
- (en) Israël Shahak, « Principles of Reconciliation », Journal of Palestine Studies, vol. 3, no 2,‎ hiver 1974 JSTOR:2535825
- Oded Yinon (with a foreword by, and translated by Israël Shahak) A Strategy for Israel in the Nineteen Eighties June 13, 1982.
- (en) Oded Yinon (trad. Israël Shahak), The Zionist plan for the Middle East, Belmont, MA, Association of Arab-American University Graduates, juin 1982, paperback (ISBN 0-937694-56-8)
- (en) Israël Shahak et Noam Chomsky, Israel's global role : Weapons for Repression (Studies in Geophysical Optics and Remote Sensing), Belmont, Mass, Association of Arab-American University Graduates, avril 1982, paperback (ISBN 0-937694-51-7)
- (en) Israël Shahak, Jewish history, Jewish religion : the weight of three thousand years, London Boulder, Colo, Pluto Press, décembre 1994, 127 p., trade paperback (ISBN 0-7453-0819-8, lire en ligne)
- (en) Israel Shahak, Open secrets : Israeli nuclear and foreign policies, London Chicago, Ill, Pluto Press, décembre 1997, 193 p., hardcover (ISBN 0-7453-1152-0)
- (en) Israël Shahak et Norton Mezvinsky, Jewish fundamentalism in Israel, London Sterling, VA, Pluto Press, octobre 1999, 176 p., hardcover (ISBN 0-7453-1276-4); (en) Jewish fundamentalism in Israel : New Introduction by Norton Mezvinsky, London Ann Arbor, MI, Pluto Press, juillet 2004, 2e éd., 224 p., with new introduction by Norton Mezvinsky, trade paperback (ISBN 0-7453-2090-2)
- Israël Shahak, Israël's Global Role : Weapons for Repression (Special Reports, No. 4), Association of Arab-American University Graduates, 1982, paperback
- Complete Online Database of Shahak's Articles & Books

### Francophone
- Israël Shahak et Uri Davis, Les pratiques israéliennes en Palestine occupée; selon le mémorandum du 8 juin 1970 de la Ligue israélienne pour les Droits de l'Homme et du Citoyen, Genève, Groupe d'étude sur le Moyen-Orient, paris
- Israël Shahak, Le racisme de l'État d'Israël, Ligue israélienne des droits de l'homme et du citoyen, 1975.
- Israël Shahak (trad. Denis Authier), Histoire juive, religion juive, le poids de trois millénaires, La Vieille Taupe, 1996. – Réédition Éditions Kontre Kulture (Alain Soral), 2023.